# Grammy Awards 2020
La 62ª edizione dei Grammy Awards si è tenuta il 26 gennaio 2020 presso lo Staples Center di Los Angeles.
La cerimonia è stata condotta dalla cantante Alicia Keys. L'artista che ha ricevuto più candidature è Lizzo con otto candidature mentre Billie Eilish, con 5 premi ricevuti, è stata invece l'artista più premiata.

## Vincitori e candidati

### Categorie principali

#### Registrazione dell'anno
- Bad Guy - Billie Eilish; Finneas O'Connell (produttore); Rob Kinelski & Finneas O'Connell (ingegneri/mixers); John Greenham (ingegnere del mastering)
- Hey, Ma - Bon Iver; BJ Burton, Brad Cook, Chris Messina e Justin Vernon (produttori); BJ Burton, Zach Hansen e Chris Messina (ingegneri/mixers); Greg Calbi (ingegnere del mastering)
- 7 Rings - Ariana Grande; Charles Anderson, Tommy Brown, Michael Foster e Victoria Monet (produttori); Șerban Ghenea, John Hanes, Billy Hickey e Brendan Morawski (ingegneri/mixers); Randy Merrill (ingegnere del mastering)
- Hard Place - H.E.R.; Rodney “Darkchild” Jerkins (produttore); Joseph Hurtado, Jaycen Joshua, Derek Keota e Miki Tsutsumi (ingegneri/mixers); Colin Leonard (ingegnere del mastering)
- Talk - Khalid; Disclosure e Denis Kosiak (produttori); Ingmar Carlson, Jon Castelli, Josh Deguzman, John Kercy, Denis Kosiak, Guy Lawrence e Michael Romero (ingegneri/mixers); Dale Becker (ingegnere del mastering)
- Old Town Road - Lil Nas X feat. Billy Ray Cyrus; Andrew "VoxGod" Bolooki, Jocelyn "Jozzy" Donald e YoungKio (produttori); Andrew "VoxGod" Bolooki & Cinco e Joe Grasso (ingegneri/mixers); Eric Lagg (ingegnere del mastering)
- Truth Hurts - Lizzo; Ricky Reed e Tele (produttori); Chris Galland, Manny Marroquin ed Ethan Shumaker (ingegneri/mixers); Chris Gehringer (ingegnere del mastering)
- Sunflower - Post Malone, Swae Lee; Louis Bell e Carter Lang (produttori); Louis Bell e Manny Marroquin (ingegneri/mixers); Mike Bozzi (ingegnere del mastering)

#### Canzone dell'anno
- Bad Guy - Billie Eilish; scritta da Billie Eilish O'Connell e Finneas O'Connell
- Always Remember Us This Way - Lady Gaga; scritta da Natalie Hemby, Lady Gaga, Hillary Lindsey e Lori McKenna
- Bring My Flowers Now - Tanya Tucker; scritta da Brandi Carlile, Phil Hanseroth, Tim Hanseroth e Tanya Tucker
- Hard Place - H.E.R.; scritta da Ruby Amanfu, Sam Ashworth, D. Arcelious Harris, H.E.R. e Rodney Jerkins
- Lover - Taylor Swift; scritta da Taylor Swift
- Norman Fucking Rockwell - Lana Del Rey; scritta da Jack Antonoff e Lana Del Rey
- Someone You Loved - Lewis Capaldi; scritta da Tom Barnes, Lewis Capaldi, Pete Kelleher, Benjamin Kohn e Sam Roman
- Truth Hurts - Lizzo; scritta da Steven Cheung, Eric Frederic, Melissa Jefferson e Jesse Saint John

#### Album dell'anno
- When We All Fall Asleep, Where Do We Go? – Billie Eilish
- I, I – Bon Iver
- Norman Fucking Rockwell! – Lana Del Rey
- Thank U, Next – Ariana Grande
- I Used to Know Her – H.E.R.
- 7 – Lil Nas X
- Cuz I Love You – Lizzo
- Father Of The Bride – Vampire Weekend

#### Miglior artista esordiente
- Billie Eilish
- Black Pumas
- Lil Nas X
- Lizzo
- Maggie Rogers
- Rosalìa
- Tank and the Bangas
- Yola

### Pop

#### Miglior interpretazione pop solista
- Lizzo – Truth Hurts
- Beyoncé – Spirit
- Billie Eilish – Bad Guy
- Ariana Grande – 7 Rings
- Taylor Swift – You Need To Calm Down

#### Miglior interpretazione pop in un duo o in un gruppo
- Lil Nas X feat. Billy Ray Cyrus – Old Town Road
- Ariana Grande feat. Social House – Boyfriend
- Jonas Brothers – Sucker
- Post Malone e Swae Lee – Sunflower
- Shawn Mendes e Camila Cabello – Senorita

#### Miglior album pop vocale
- When We All Fall Asleep, Where Do We Go? - Billie Eilish
- The Lion King: The Gift - Beyoncé
- Thank U, Next - Ariana Grande
- Lover - Taylor Swift
- No. 6 Collaborations Project - Ed Sheeran

#### Miglior album pop tradizionale
- Look Now - Elvis Costello e The Imposters
- Sì - Andrea Bocelli
- Love - Michael Bublé
- Walls - Barbra Streisand
- A Legendary Christmas - John Legend

### Dance/Elettronica

#### Miglior registrazione dance
- Got To Keep On - The Chemical Brothers
- Linked - Bonobo
- Piece Of Your Heart - Meduza feat. Goodboys
- Underwater - Rüfüs Du Sol
- Midnight Hour - Skrillex, Boys Noize & Ty Dolla $ign

#### Miglior album dance/elettronico
- No Geography - The Chemical Brothers
- LP5 - Apparat
- Hi This Is Flume - Flume
- Solace - Rüfüs Du Sol
- Weather - Tycho feat. Saint Sinner

### Musica strumentale contemporanea

#### Miglior album di musica strumentale contemporanea
- Mettavolution - Rodrigo y Gabriela
- Beat Music! Beat Music! Beat Music! - Mark Guiliana
- Ancestral Recall - Christian Scott aTunde Adjuah
- Star People Nation - Theo Croker
- Elevate - Lettuce

### Rock

#### Miglior interpretazione rock
- Gary Clark Jr. – This Land
- Bones UK – Pretty Waste
- Brittany Howard – History Repeats
- Karen O e Danger Mouse – Woman
- Rival Sons – Too Bad

#### Miglior interpretazione metal
- Tool - 7empest
- Candlemass ft. Tony Iommi – Astorolus - The Great Octopus
- Death Angel – Humanicide
- I Prevail – Bow Down
- Killswitch Engage – Unleashed

#### Miglior canzone rock
- This Land - Gary Clark Jr.; scritta da Gary Clark Jr.
- History Repeats - Brittany Howard; scritta da Brittany Howard
- Harmony Hall - Vampire Weekend; scritta da Ezra Koenig
- Give Yourself A Try - The 1975; scritta da George Daniel, Adam Hann, Matthew Healy e Ross MacDonald
- Fear Inoculum - Tool; scritta da Danny Carey, Justin Chancellor, Adam Jones e Maynard James Keenan

#### Miglior album rock
- Social Cues - Cage the Elephant
- Amo - Bring Me the Horizon
- In the End - The Cranberries
- Trauma - I Prevail
- Feral Roots - Rival Sons

### Alternative

#### Miglior album di musica alternativa
- Father Of The Bride - Vampire Weekend
- U.F.O.F. - Big Thief
- Assume Form - James Blake
- I, I - Bon Iver
- Anima - Thom Yorke

### Reggae

#### Miglior album reggae
- Rapture - Koffee
- As I Am - Julian Marley
- The Final Battle: Sly & Robbie vs. Roots Radics - Sly & Robbie e Roots Radics
- Mass Manipulation - Steel Pulse
- More Work to Be Done - Third World

### R&B

#### Miglior interpretazione R&B
- Anderson Paak feat. André 3000 – Come Home
- Daniel Caesar e Brandy – Love Again
- H.E.R. feat. Bryson Tiller – Could've Been
- Lizzo feat. Gucci Mane – Exactly How I Feel
- Lucky Daye – Roll Some Mo

#### Miglior interpretazione R&B tradizionale
- Lizzo – Jerome
- BJ the Chicago Kid – Time Today
- India.Arie – Steady Love
- Lucky Daye – Real Games
- PJ Morton feat. Jazmine Sullivan – Built for Love

#### Miglior canzone R&B
- Say So - PJ Morton feat. JoJo; scritta da PJ Morton
- Could've Been -  H.E.R. feat. Bryson Tiller; scritta da Dernst Emile II, David "Swagg R’Celious" Harris, H.E.R. e Hue "Soundzfire" Strother
- Look at Me Now - Emily King; scritta da Emily King e Jeremy Most
- No Guidance - Chris Brown feat. Drake; scritta da Chris Brown, Tyler James Bryant, Nija Charles, Drake, Anderson Hernandez, Michee Patrick Lebrun, Joshua Lewis, 40 e Teddy Walton
- Roll Some Mo -  Lucky Daye; scritta da Lucky Daye, D'Mile e Peter Lee Johnson

#### Miglior album urban contemporaneo
- Cuz I Love You (Deluxe) - Lizzo
- Apollo XXI - Steve Lacy
- Overload - Georgia Anne Muldrow
- Saturn - Nao
- Being Human in Public - Jessie Reyez

#### Miglior album R&B
- Ventura - Anderson Paak
- 1123 - BJ the Chicago Kid
- Painted - Lucky Daye
- Ella Mai - Ella Mai
- Paul - PJ Morton

### Rap

#### Miglior interpretazione rap
- Nipsey Hussle feat. Roddy Ricch e Hit-Boy – Racks in the Middle
- J. Cole – Middle Child
- DaBaby – Suge
- Dreamville feat. J.I.D, Bas, J. Cole, EarthGang & Young Nudy – Down Bad
- Offset feat. Cardi B – Clout

#### Miglior collaborazione con un artista rap
- DJ Khaled feat. Nipsey Hussle, John Legend – Higher
- Lil Baby e Gunna – Drip Too Hard
- Lil Nas X – Panini
- Mustard feat. Roddy Ricch – Ballin'
- Young Thug feat. J. Cole e Travis Scott – The London

#### Miglior canzone rap
- A Lot - 21 Savage feat. J. Cole; scritta da J. Cole, DJ Dahi, 21 Savage ed J. White Did It
- Bad Idea - Cordae feat. Chance the Rapper; scritta da Chance the Rapper, Cordae, Uforo Ebong e Daniel Hackett
- Gold Roses - Rick Ross feat. Drake;  scritta da Noel Cadastre, Drake, Vinylz, Khristopher Riddick-Tynes, Rick Ross, Joshua Quinton Scruggs, Leon Thomas III ed OZ
- Racks in the Middle - Nipsey Hussle feat. Roddy Ricch, Hit-Boy; scritta da Nipsey Hussle, Dustin James Corbett, Greg Allen Davis, Hit-Boy e Roddy Ricch
- Suge - DaBaby; scritta da DaBaby, JetsonMade e Pooh Beatz

#### Miglior album rap
- Igor - Tyler, the Creator
- Revenge of the Dreamers III - Dreamville
- Championships - Meek Mill
- I Am > I Was - 21 Savage
- The Lost Boy - Cordae

### New Age

#### Migliore album new age
- Wings - Peter Kater
- Fairy Dreams - David Arkenstone
- Homage to Kindness - David Darling
- Verve - Sebastian Plano
- Deva - Deva Premal

### Musica per i media visivi

#### Miglior raccolta di colonna sonora per i media visivi
- Lady Gaga e Bradley Cooper – A Star Is Born
- AA.VV. – The Lion King: The Songs
- AA.VV. – Quentin Tarantino's Once Upon a Time in Hollywood (Original Motion Picture Soundtrack)
- Taron Egerton – Rocketman
- AA.VV. – Spider-Man: Into the Spider-Verse

#### Miglior colonna sonora per i media visivi
- Hildur Guðnadóttir – Chernobyl
- Alan Silvestri – Avengers: Endgame
- Ramin Djawadi – Game of Thrones: Season 8
- Hans Zimmer – The Lion King: The Songs
- Marc Shaiman – Il ritorno di Mary Poppins

#### Miglior canzone per i media visivi
- Lady Gaga & Bradley Cooper (interpreti); Lady Gaga, Natalie Hemby, Hillary Lindsey & Aaron Raitiere (autori) – I'll Never Love Again (Film Version) (da A Star Is Born)
- Chris Stapleton (interprete); Randy Newman (autore) – The Ballad of the Lonesome Cowboy (da Toy Story 4)
- Dolly Parton (interprete); Dolly Parton & Linda Perry (autori) – Girl in the Movies (da Voglio una vita a forma di me)
- Beyoncé (interprete); Beyoncé Knowles-Carter, Timothy McKenzie & Ilya Salmanzadeh (autori) – Spirit (da Il re leone)
- Thom Yorke (interprete); Thom Yorke (autore) – Suspirium (da Suspiria)

### Produzione

#### Produttore dell'anno, non classico
- Finneas O'Connell
- Jack Antonoff
- Dan Auerbach
- John Hill
- Ricky Reed

#### Miglior composizione remixata, non classica
- I Rise (Tracy Young's Pride Intro Radio Remix) - Tracy Young
- Mother's Daughter (Wuki Remix) - Wuki
- The One (High Contrast Remix) - Lincoln Barrett
- Swim (Ford. Remix) - Luc Bradford
- Work It (Soulwax Remix) - David Gerard Dewaele e Stephan Antoine Dewaele

### Videoclip/Film

#### Miglior videoclip
- Old Town Road - Lil Nas X e Billy Ray Cyrus; Calmatic (regista); Candice Dragonas, Melissa Larsen & Saul Levitz (produttori)
- We've Got to Try - The Chemical Brothers
- This Land - Gary Clark Jr.
- Cellophane - FKA twigs
- Glad He's Gone - Tove Lo